# Isabelle Mercier (poker)
Pour les articles homonymes, voir Isabelle Mercier et Mercier.
Isabelle "No Mercy" Mercier (née le 5 août 1975, à Victoriaville, Québec, Canada) est une joueuse de poker professionnelle.
Elle réside à Montréal.

## Biographie

### Formation
Elle étudie le droit à l'Université de Montréal alors qu'elle est croupière au Casino de Montréal, puis complète son baccalauréat en droit commercial. Elle s'installe ensuite à Paris, pour suivre une maîtrise en droit international à la Sorbonne. Elle travaille à l'Aviation Club de France, comme croupière, puis manager de salle et bras droit de Bruno Fitoussi.

### Carrière professionnelle

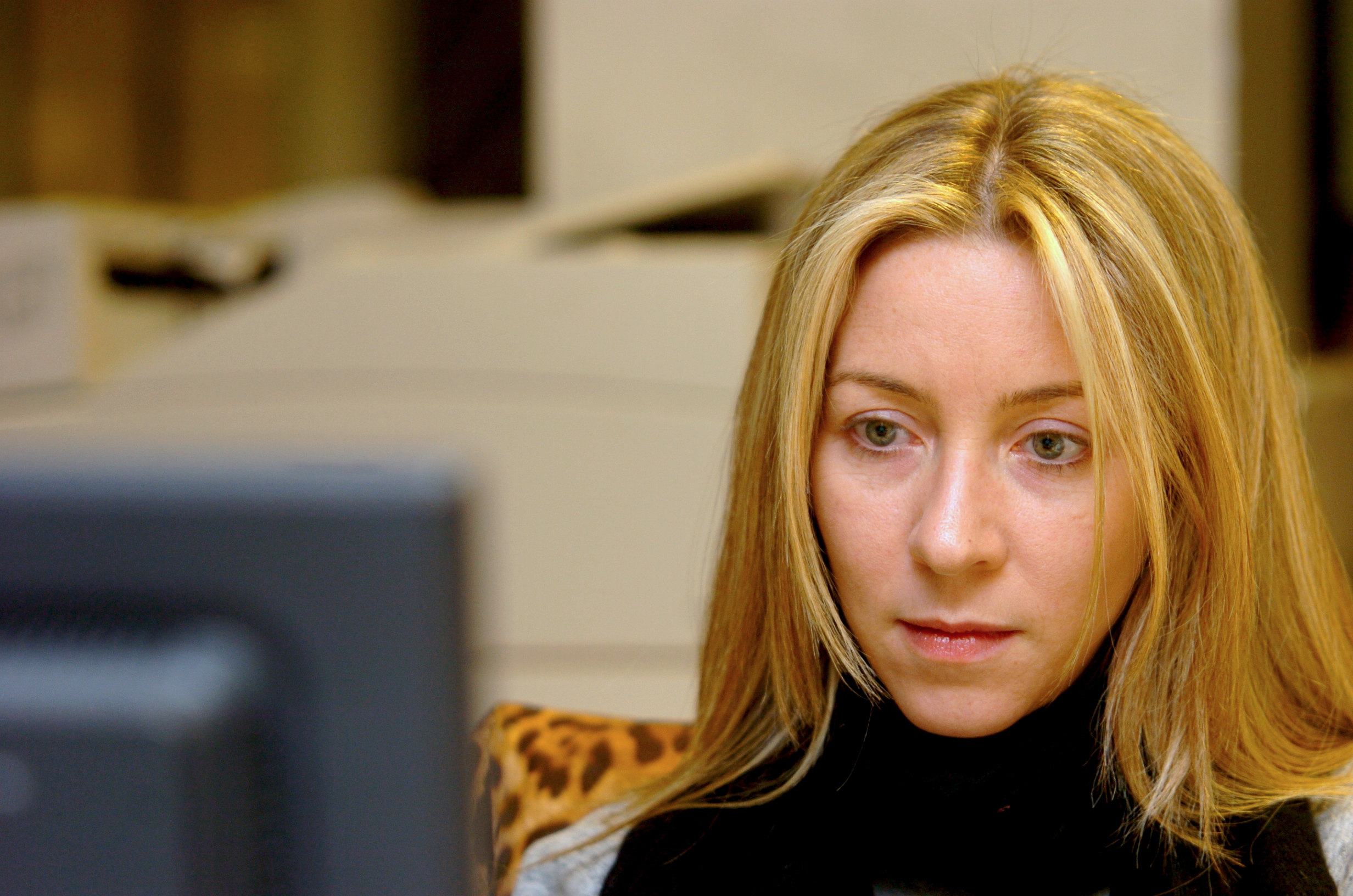
Isabelle Mercier, le 13 février 2008 à Paris.

Elle se fait connaître en gagnant la deuxième place au tournoi 800 € No Limit hold 'em du Masters Classic of Poker 2002 à Amsterdam, avec un gain de 53 499 $.
En 2004, elle gagne le Ladies' Night tournament du World Poker Tour (WPT), et le prix de 25 000 dollars. Mike Sexton lui donne alors le surnom "No Mercy", "sans pitié" en français.
Elle parvient à la table finale du European Poker Tour en février 2006 à Deauville, et finit 7e.
Isabelle Mercier est aussi une femme d'affaires, avec sa compagnie No Mercy qui gère son image et ses produits dérivés sur le poker, puisqu'elle a lancé sa propre ligne de vêtements, toujours intitulée No Mercy.
En 2007, Le Figaro dit qu'elle est devenue une des figures de proue du poker féminin.
On l'aperçoit dans un documentaire intitulé That's poker de Herve Martin Delpierre, sorti en DVD le 23 mai 2007, ainsi que dans Gagnez au Poker by Isabelle Mercier sorti le 3 mars 2008. C'est la première fois qu'un documentaire sur le poker est réalisé et animé par une femme.
Le 16 janvier 2008, Isabelle Mercier publie son autobiographie intitulée Profession : bluffeuse, aux éditions Flammarion Québec, écrit avec Marina Rozenman sous la direction de Sophie Dufau. Parmi les invités de marque, on compte Garou (qui signe la préface), André Boyer, Patrick Huard et Guy Laliberté.
Son dernier gain à 6 chiffres date de 2009, lorsqu'elle remporte le 4k€ Charity Event en marge de l'EPT de Monte Carlo, et 260000 €.
En 2011, Isabelle s'est éloignée du circuit de poker professionnel. Elle s'installe à Monaco et devient consultante pour la SBM (Société des Bains de Mer) et ses casinos. 
En 2015, elle devient la première championne de Pineapple Open Face Chinese Poker (format progressif). 
En 2017, après 10 ans passés à Monaco, elle est de retour à Montréal, et lance le blog CryptoBrunch puis devient directrice des opérations de cryptonews.com, un site d'actualité dans le domaine des cryptomonnaies. Elle devient en novembre 2017 ambassadrice pour CoinPoker, une plateforme de poker en cryptomonnaies pour lequel elle rédige notamment des billets de blog.
En 2024, Isabelle publie son deuxième livre, Chroniques d'une joueuse de poker, un ouvrage co-écrit avec l'auteur-composteur David Nathan (Garou, Roch Voisine, Lynda Lemay, Petula Clark...). 
Isabelle Mercier a cumulé au cours de sa carrière de joueuse de poker plus de 1,2 million de dollars de gains.